# Хилбудій
Хилбудій або Хилвудій (грец. Χιλβούδιος, лат. Chilbudios) (р.н. невідомий — загинув у 533) — князь антів, візантійський полководець, Magister militum (намісник) діоцеза Фракії у Східній Римській імперії на початку 530-х років.

## Історія
Хилбудій був антом. Ім'я слов'янського походження, одна з його форм Киїбуд або Хвалибуд. Під Константинополем знайдена надгробна плита з написом: «Хильбудій син Самбатаса», датована 559 роком. За повідомленням імператора Костянтина Багрянородного, в Києві знаходилася фортеця, що називалася Самбатас. Академік Борис Рибаков вважав, що Хилбудій міг походити з Києва.

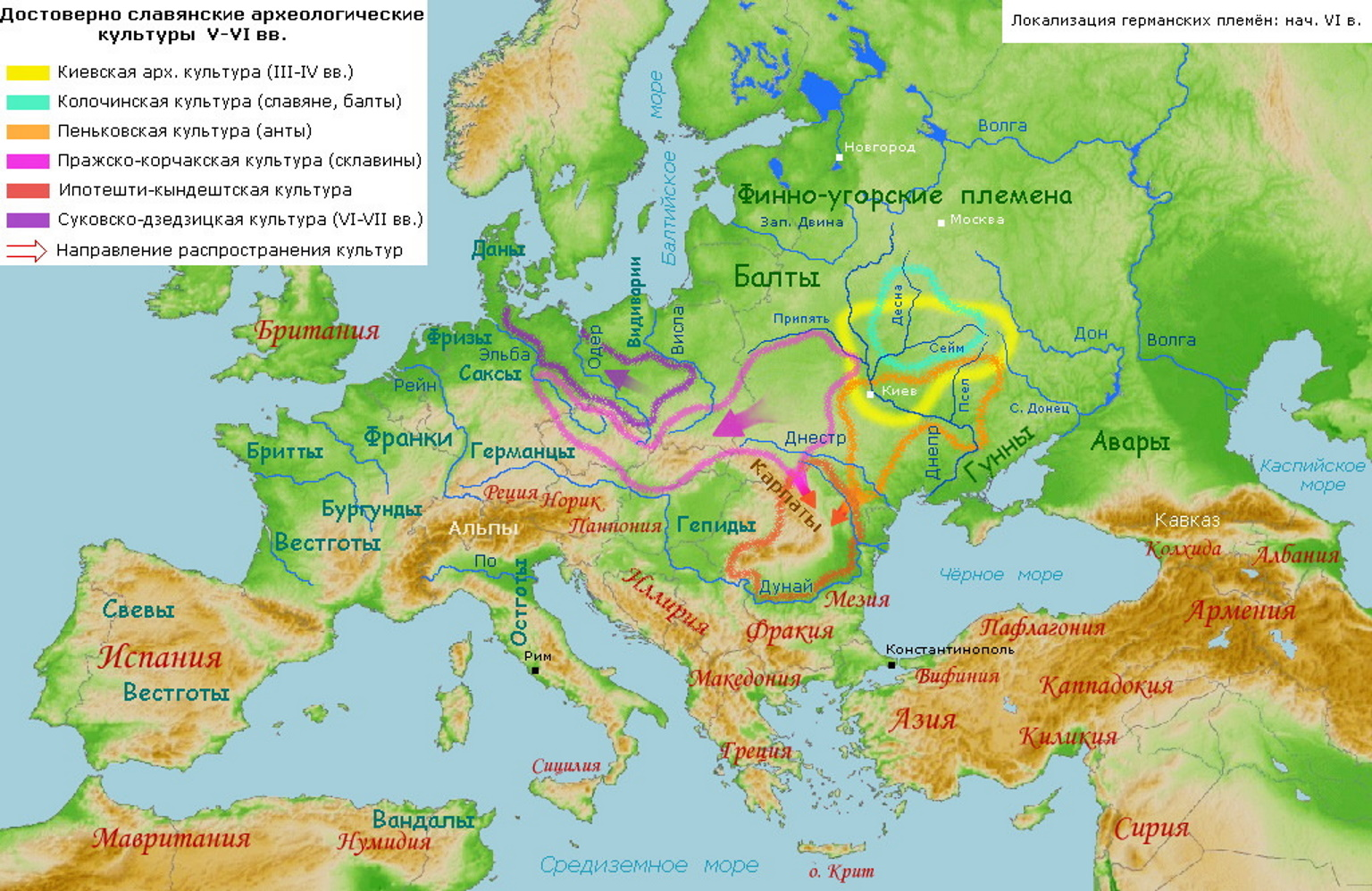
Мапа Східної Європи, 6-7 ст.

За даними історика Східної Римської імперії Прокопія Кесарійського, антського князя Хильбудія запросив на службу імператор Юстиніан.
Хильбудій став представником найближчого оточення імператора Юстиніана I (роки правління: 527—565). Прокопій розповідає про нього, як про енергійного полководця та людину, що позбавлена жадібності. Він стверджує, що Хильбудій не прагнув накопичити багатство для себе.
Хильбудій був призначений намісником (магістром армії) у Фракію «в четвертий рік правління Юстиніана» (530/531 рік). Він був наступником Германа на цій посаді. Йому було поставлено завдання захищати дунайський кордон від набігів задунайських племен (склавінів та їх союзників). Хильбудій займав посаду магістра армії протягом трьох років. Він проводив вдалі військові похід на землі на північ від Дунаю. Таким чином, Хильбудій запобіг вторгненню в межі Східної римської імперії ворожих племен, нав'язавши бої на території супротивника.
Як писав про нього Прокопій Кесарійський:

| На четвертому році своєї єдинодержавної влади імператор, призначивши цього Хільбудія начальником Фракії, поставив його для охорони ріки Істри (Дунаю) наказавши йому стежити за тим, щоб варвари, що там жили, не переходили річку. Справа в тім, що варвари, що жили по Істру — гуни, анти і слов'яни, часто робили такі переходи, завдаючи римлянам непоправну шкоду… Через три роки після свого прибуття Хільбудій перейшов ріку з невеликим загоном, слов'яни ж виступили проти нього всі поголовно. Битва була жорстокою, полягло багато римлян, у тому числі i їхній начальник Хільбудій. |
Вбитий у битві зі склавінами (південними слов'янами) в 533 році.
За іншої версією він потрапив у полон до південних слов'ян, що мешкали на Балканах.
Цей Хильбудій або інший самозванець, який видавав себе за нього з'являється у 545—546 рр. Потрапивши у полон, він був викуплений або сам повернувся на батьківщину, в землю подніпровських слов'ян — антів. За іншою версією, у склавінів в полоні з'явився дуже освічений бранець, якого викупили анти.
Дата появи другого Хільбудія (або повернення першого) збігається в часі з виступом придунайських склавинів проти союзника Східної Римської імперії антів. Це пов'язано з тим, що 558 р. в землі антів вторглись авари. Підкоривши їх, вони вступили в союз із придунайськими склавинами та 559 р. почали війну проти Східної Римської імперії.
До цього багато антів, були союзниками Візантії в ґотській війні, що тривала у 535—554 рр., а також воювали проти остґотів у Луканії.

## Наукові дослідження

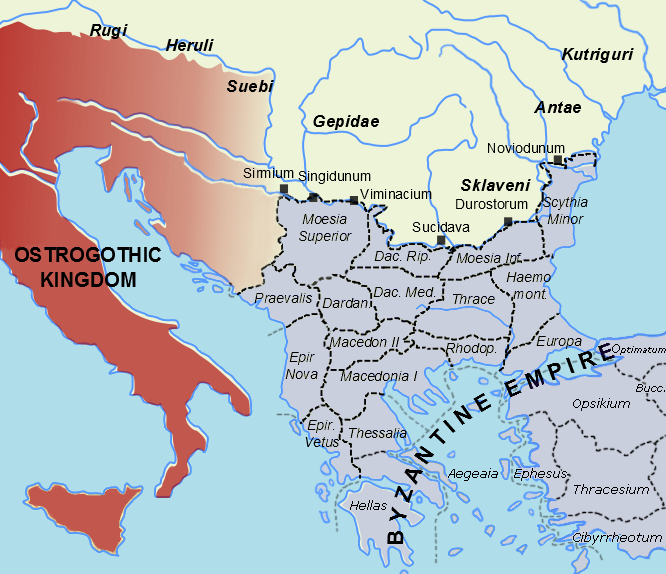
Мапа кордонів за імператора Юстиніана І

Іван Франко в праці «Дещо про антів» пише:
 Серед склабенського народу пробував Хільбудій, що колись був воєводою ромеїв, а тепер живе в стані невільника, і ніхто з варварів не знає, хто він такий…. А що вони були знайомі зі своїми земляками, швидко знайшли того чоловіка, у котрого був Хільбудій, і почали розпитувати його, чи він грецький воєвода… 
В цій ситуації Юстиніан знову відряджає до антів посольство і просить їх зайняти місце на Дунаї й стерегти кордони імперії.
Михайло Грушевський в своїй монографії «Історія України-Руси» пише: 
 Прокопій дає нам в кількох словах дуже цінний образ такого ширшого віча Антів в епізоді про псевдо-Хилвудія. Коли розійшлася чутка про того Хилвудія між народом, зібралися майже всі Анти; вони рішили вести справу спільно, обіцюючи собі великі користі з того, що мають в своїх руках воєводу Хилвудія. На своїм вічу вони погрозами примушують псевдо-Хилвудія прийняти на себе ролю правдивого Хилвудія, і плянують якусь неясну ближче акцію з Візантією й подунайських Словян, з якими тоді поріжнилися були.
Імператор Юстиніан почавши переговори з антами, запропонував їм стародавнє місто Туррис «на північ від річки Істра», і його околиці. Місто було побудоване ще за наказом імператора Траяна (98-117 рр.), але через постійні прикордонні війни, на той час вже спорожніло.
Антам було дозволено оселитися в цій місцевості, отримувати плату за охорону кордонів Східної римської імперії проти гунів та склавінів, отримуючи таким чином статус федератів. Анти погодилися, але за умови, що Хильбудій буде відновлений на посаді, піднявши таким чином свою людину до рангу magister militum.
В таких обставинах його було відправлено до Константинополя, однак по дорозі його перехопив Нарзес. Хоча Хилбудій вільно володів латиною і був дуже подібний до першого Хилбудія, Нарзес заарештував його і під тортурами змусив визнати, що той «самозванець». Його було доставлено до Константинополя і страчено.